# خواکین بورنس
خواکین بورنس (انگلیسی: Joaquín Bornes؛ زادهٔ ۲۴ march ۱۹۷۵ (۵۰ سال)) بازیکن فوتبال اهل اسپانیا است.
از باشگاه‌هایی که در آن بازی کرده‌است می‌توان به باشگاه فوتبال رکریتیوو اوئلوا، باشگاه فوتبال الچه، باشگاه فوتبال رئال بتیس، و باشگاه فوتبال پومفرادینا اشاره کرد.